# Архимандрит Никон (Лазаревић)
Никон (световно Никола Лазаревић; Радљевац код Книна, 6. децембар 1877 — Манастир Љубостиња, 10. октобар 1961) био је православни архимандрит и духовник Манастира Љубостиња.

## Биографија

### Младост
Архимандрит Никон рођен је 6. децембара 1877. године у Доњем Радљевацу, парохија Плавно код Книна, као Никола  (Лазаревић).

### Монаштво
Као млад дошао је у београдски Манастир Раковица и 1898. године примио монашки чин и добио име Никон.
Као јеромонах Никон Лазаревић одлази у Свету Гору и после двогодишњег боравка вратио се у Србију и постао старешина Манастира Витовнице 1900. године.
Потом је управљао Манастиром Горњаком код Петровца на Млави. Најдуже је био игуман Манастира Каленић (1910—1944).
Отац Никон игуман Манастира Каленић 1924. године замонашио је свршеног богослова, Драгутина Ђорђевића, Макарија Ђорђевића, будућег будимљанско-полимског епископа (1947).
У Манастиру Каленић, након пожара 1911. године, подигао је велики и мали конак са трпезаријом који су завршени на лето 1912. године.
Тада је у манастирском братству био и јеромонах Николај Велимировић, Рестаурирао је Манастир Каленић 1928. године и изградио нови конак у Манастиру Љубостињи, где је и оградио каменим зидом манастирску порту.
Био је иницијатор и главни организатор градње Цркве Светог цара Константина и царице Јелене у Опарићу, за које је ктитор био Александар Карађорђевић, а које је 1937. године освештао владика Николај Велимировић.

### Смрт
Последње године живота провео је у Манастиру Љубостињи. 
Упокојио се 10. октобара 1961. године и сахрањен је на монашком гробљу у Љубостињи.